# Até Tocar o Céu (DVD)
Até tocar o céu é o segundo DVD da cantora Eyshila, lançado em 2008 pela gravadora MK Music. 
Foi gravado ao vivo em 27 de outubro de 2007, na Praia de Iracema em Fortaleza e reuniu cerca de 150 mil pessoas. 
O evento conta com participação de Fernanda Brum, Marina de Oliveira, Aline Barros, Liz Lanne, Marquinhos Menezes e Lilian e Wilian Nascimento. 

## Faixas
1. Abertura
2. O Deus que eu Amo
3. Maravilhoso
4. Deus se Lembra
5. Profeta Adorador (Marquinhos Menezes e Lilian)
6. Com teu Fogo
7. Pela Santidade de Deus
8. Santo Espírito
9. Tu és Adorado (Participação: Aline Barros)
10. Até Tocar o Céu
11. Medley- Fala comigo/ Fiel a Mim/ Terremoto/ Posso Clamar/ Espírito Santo (Participações: Fernanda Brum, Marina de Oliveira, Liz Lanne, Marquinhos Menezes e Lilian, e Wilian Nascimento)
12. Chuva de Poder
13. Deus está me Ensinando
14. Prepare-se (Participação: Liz Lanne)
15. Quando Jesus Passar
16. Casa de Benção
17. Ministração Familia
18. É Santo
19. Jeová Raá